# Liste de médaillés français aux championnats d'Europe de natation
La Liste de médaillés français aux championnats d'Europe de natation est inaugurée en 1927 avec la médaille d'argent obtenue par l'équipe de water-polo et par Irène Savolon en plongeon de haut vol.

## Tous les médaillés
Ce tableau liste tous les médaillés français des Championnats d'Europe de natation, depuis 1926. Il prend en compte les médailles obtenues en natation sportive en bassin de 50 m, en nage en eau libre (longue distance), en natation synchronisée, en plongeon et en water-polo, dans la mesure où ces disciplines figuraient dans le programme officiel de l'année concernée.
| Année | Médaille d'or | Médaille d'argent | Médaille de bronze | Total |
| ----- | --- | --- | --- | ----- |
| 1926  | | | | 0     |
| 1927  | | Équipe water-polo homme (Paul Dujardin, Noël Delberghe, Albert Deborgies, Henri Padou, Henri Cuvelier, Félix Vandevenne, Achille Tribouillet) Irène Savolon Plongeon haut vol 10 m | | 2     |
| 1931  | Yvonne Godard 100 m nage libre | Jean Taris 400 m nage libre Maurice Lepage Plongeon tremplin 3 m | Yvonne Godard 400 m nage libre Renée Cretté-Flavier Plongeon haut vol 10 m | 5     |
| 1934  | Jean Taris 400 m nage libre Jean Taris 1 500 m nage libre | | | 2     |
| 1938  | | Relais 4 × 200 m nage libre homme (Roland Pallard, Christian Talli, René Cavalero, Alfred Nakache) | | 1     |
| 1947  | Alex Jany 100 m nage libre Alex Jany 400 m nage libre Georges Vallerey 100 m dos Roger Heinkelé Plongeon tremplin 3 m Mady Moreau Plongeon tremplin 3 m Nicole Pelissard Plongeon haut vol 10 m | Relais 4 × 200 m nage libre homme (Alex Jany, Charles Babey, Georges Vallerey, Jehan Vallerey) | Jeannette Aubert-Pinci | 8     |
| 1950  | Alex Jany 100 m nage libre Alex Jany 400 m nage libre Mady Moreau Plongeon tremplin 3 m Nicole Pelissard Plongeon haut vol 10 m | Jean Boiteux 400 m nage libre Jean Boiteux 1 500 m nage libre Maurice Lusien 200 m brasse Relais 4 × 200 m nage libre homme (Willy Blioch, Joseph Bernardo, Jean Boiteux, Alex Jany) Guy Hernandez Plongeon tremplin 3 m Nicole Pelissard Plongeon tremplin 3 m | Joseph Bernardo 1 500 m nage libre Colette Thomas 400 m nage libre | 12    |
| 1954  | Gilbert Bozon 100 m dos | Relais 4 × 200 m nage libre homme (Jean Boiteux, Gilbert Bozon, Guy Montserret, Aldo Eminente) | Christian Pire Plongeon tremplin 3 m | 3     |
| 1958  | Robert Christophe 100 m dos | | | 1     |
| 1962  | Alain Gottvallès 100 m nage libre Relais 4 × 100 m nage libre homme (Gérard Gropaiz, Robert Christophe, Jean-Pascal Curtillet, Alain Gottvallès) | Relais 4 × 200 m nage libre homme (Gérard Gropaiz, Alain Gottvallès, Jean-Pascal Curtillet, Robert Christophe) | | 3     |
| 1966  | Claude Mandonnaud 400 m nage libre Christine Caron 100 m dos | | Alain Mosconi 400 m nage libre | 3     |
| 1970  | Michel Rousseau 100 m nage libre | Roger-Philippe Menu 100 m brasse Relais 4 × 100 m quatre nages homme (Jean-Paul Berjeau, Roger-Philippe Menu, Alain Mosconi, Michel Rousseau) | | 3     |
| 1974  | | | Relais 4 × 100 m nage libre femme (Claude Mandonnaud, Sylvie Le Noach, Chantal Schertz, Guylaine Berger) | 1     |
| 1977  | | | | 0     |
| 1981  | | | Frédéric Delcourt 200 m dos | 1     |
| 1983  | | Muriel Hermine Natation synchronisée solo | | 1     |
| 1985  | Stéphan Caron 100 m nage libre Équipe natation synchronisée (Pascale Besson, Anne Capron, Catherine Haméon, Muriel Hermine, Anne-Caroline Mathieu, Sylvie Moisson, Odile Petit, Karine Schuler) | Muriel Hermine Natation synchronisée solo Muriel Hermine, Pascale Besson Natation synchronisée duo | | 4     |
| 1987  | Muriel Hermine Natation synchronisée solo Muriel Hermine, Anne Capron Natation synchronisée duo Équipe natation synchronisée (Marianne Aeschbacher, Anne Capron, Catherine Haméon, Muriel Hermine, Anne-Caroline Mathieu, Odile Petit, Gaëlle Quélin, Karine Schuler)                                                                    | Stéphan Caron 100 m nage libre | Catherine Plewinski 100 m papillon Équipe water-polo femme (Christine Amardeilh, Pascale Aumard, Laurence Barrère, Cathy Raspotnik-Becaud, Sabine Bleuze, Patricia Bousnane, Sabine Di Filippo, Isabelle Fack, Patricia Fontanillas, Evelyne François, Laure Gauthreau, Véronique Gauthier, Anne Grandin, Marina Terrade, Yasmine Yahyaoui) | 6     |
| 1989  | Catherine Plewinski 50 m nage libre Catherine Plewinski 100 m papillon Karine Schuler, Marianne Aeschbacher Natation synchronisée duo Équipe natation synchronisée (Pascale Besson, Anne Capron, Catherine Haméon, Muriel Hermine, Anne-Caroline Mathieu, Sylvie Moisson, Odile Petit, Karine Schuler)                                   | Bruno Gutzeit 100 m papillon Relais 4 × 100 m nage libre homme (Stéphan Caron, Christophe Kalfayan, Laurent Neuville, Bruno Gutzeit) Relais 4 × 100 m quatre nages homme (Franck Schott, Cédric Pénicaud, Bruno Gutzeit, Stéphan Caron) Karine Schuler Natation synchronisée solo | Équipe water-polo femme (Christine Amardeilh, Pascale Aumard, Laurence Barrère, Patricia Bousnane, Valérie Charlier, Nathalie Dubois, Patricia Fontanillas, Catherine François, Laure Gauthreau, Anne Grandin, Claire Greffet, Sandrine Hervet, Lydie Mareel, Isabelle Sacquet, Yasmine Yahyaoui) | 9     |
| 1991  | Franck Esposito 200 m papillon Catherine Plewinski 100 m nage libre Catherine Plewinski 100 m papillon | Catherine Plewinski 50 m nage libre Catherine Plewinski 200 m nage libre Relais 4 × 100 m quatre nages homme (Franck Schott, Cédric Pénicaud, Bruno Gutzeit, Christophe Kalfayan) Anne Capron, Céline Leveque Natation synchronisée duo Équipe natation synchronisée (Anne Capron, Marie Caranta, Clarisse Chesneau, Delphine Le Floch, Céline Leveque, Myriam Lignot, Isabelle Manable, Delphine Maréchal)                                                                  | Franck Schott 100 m dos Christophe Bordeau 200 m papillon Anne Capron Natation synchronisée solo | 11    |
| 1993  | Catherine Plewinski 100 m papillon | Christophe Kalfayan 50 m nage libre Franck Esposito 200 m papillon Marianne Aeschbacher Natation synchronisée solo Marianne Aeschbacher, Céline Leveque Natation synchronisée duo Équipe natation synchronisée (Marianne Aeschbacher, Isabelle Manable, Delphine Maréchal, Magali Rathier, Céline Leveque, Eva Riffet, Myriam Lignot, Charlotte Massardier) | Catherine Plewinski 100 m nage libre Relais 4 × 200 m nage libre homme (Christophe Marchand, Yann De Fabrique, Lionel Poirot, Christophe Bordeau) | 8     |
| 1995  | | Christophe Kalfayan 50 m nage libre Marianne Aeschbacher Natation synchronisée solo Marianne Aeschbacher, Myriam Lignot Natation synchronisée duo Équipe natation synchronisée (Marianne Aeschbacher, Myriam Lignot, Charlotte Massardier, Céline Leveque, Agnès Berthet, Magali Rathier, Isabelle Manable, Julie Fabre, Eva Riffet, Rachel Le Bozec) | Cécile Jeanson 100 m papillon Stéphane Lecat Eau libre 25 km | 6     |
| 1997  | Franck Esposito 200 m papillon | Xavier Marchand 200 m quatre nages Roxana Maracineanu 100 m dos Stéphane Lecat Eau libre 25 km Odile Arboles-Souchon, Julie Danaux Plongeon synchronisé haut vol 10 m Virginie Dedieu Natation synchronisé solo Virginie Dedieu, Myriam Lignot Natation synchronisée duo Équipe natation synchronisée (Agnès Berthet, Virginie Dedieu, Julie Fabre, Myriam Lignot, Isabelle Manable, Delphine Maréchal, Charlotte Massardier, Eva Riffet, Cathy Geoffroy, Rachel Le Bozec)   | Julien Sicot 50 m nage libre Roxana Maracineanu 200 m dos Franck Esposito 100 m papillon Gilles Emptoz-Lacote, Frédéric Pierre Plongeon synchronisé haut vol 10 m | 12    |
| 1999  | Stéphan Perrot 200 m brasse Franck Esposito 200 m papillon Roxana Maracineanu 200 m dos | Virginie Dedieu Natation synchronisée solo Virginie Dedieu, Myriam Lignot Natation synchronisée duo Équipe natation synchronisée (Agnès Berthet, Cinthia Bouhier, Rachel Le Bozec, Charlotte Massardier, Magali Rathier, Virginie Dedieu, Myriam Lignot, Cathy Geoffroy, Myriam Glez, Psylvia Parent) | Sylvain Cros 1 500 m nage libre Stéphan Perrot 100 m brasse Yohan Bernard 200 m brasse Roxana Maracineanu 100 m dos Odile Arboles-Souchon, Julie Danaux Plongeon synchronisé tremplin 3 m Odile Arboles-Souchon, Julie Danaux Plongeon synchronisé haut vol 10 m | 12    |
| 2000  | Stéphane Lecat Eau libre 25 km Virginie Dedieu, Myriam Lignot Natation synchronisée duo | Virginie Dedieu Natation synchronisée solo | Xavier Marchand 200 m quatre nages Karine Brémond 200 m brasse Johann Le Bihan 400 m quatre nages Relais 4 × 100 m nage libre homme (Romain Barnier, Nicolas Kintz, Hugo Viart, Frédérick Bousquet) Relais 4 × 200 m nage libre femme (Solenne Figues, Laetitia Choux, Katarin Quelennec, Alicia Bozon) Équipe natation synchronisée (Charlotte Fabre, Cinthia Bouhier, Virginie Dedieu, Rachel Le Bozec, Myriam Lignot, Charlotte Massardier, Magali Rathier, Myriam Glez, Cathy Geoffroy) | 9     |
| 2002  | Franck Esposito 200 m papillon Virginie Dedieu Natation synchronisée solo | Yohan Bernard 200 m brasse Relais 4 × 100 m quatre nages homme (Pierre Roger, Hugues Duboscq, Franck Esposito, Romain Barnier) Gilles Rondy Eau libre 25 km | Pierre Roger 100 m dos Hugues Duboscq 100 m brasse Nicolas Rostoucher 400 m quatre nages Virginie Dedieu, Myriam Glez Natation synchronisée duo | 9     |
| 2004  | Malia Metella 100 m nage libre Laure Manaudou 400 m nage libre Laure Manaudou 100 m dos Relais 4 × 100 m nage libre femme (Solenne Figuès, Céline Couderc, Aurore Mongel, Malia Metella) Relais 4 × 100 m quatre nages femme (Laure Manaudou, Laurie Thomassin, Aurore Mongel, Malia Metella) Virginie Dedieu Natation synchronisée solo | Solenne Figuès 200 m nage libre Hugues Duboscq 50 m brasse Hugues Duboscq 100 m brasse Franck Esposito 100 m papillon Malia Metella 100 m papillon Relais 4 × 200 m nage libre femme (Céline Couderc, Katarin Quelennec, Elsa N'Guessan, Solenne Figuès) Relais 4 × 100 m quatre nages homme (Simon Dufour, Hugues Duboscq, Franck Esposito, Julien Sicot) | Simon Dufour 200 m dos Relais 4 × 100 m nage libre homme (Amaury Leveaux, Germain Cayette, Julien Sicot, Fabien Gilot) Relais 4 × 200 m nage libre homme (Fabien Horth, Nicolas Kintz, Nicolas Rostoucher, Amaury Leveaux) Virginie Dedieu, Laure Thibaud Natation synchronisée duo | 17    |
| 2006  | Laure Manaudou 400 m nage libre Laure Manaudou 800 m nage libre Laure Manaudou 100 m dos Laure Manaudou 200 m quatre nages Esther Baron 200 m dos Gilles Rondy Eau libre 25 km | Sébastien Rouault 1500 nage libre Amaury Leveaux 100 m papillon Cathy Dietrich Eau libre 5 km | Laure Manaudou 200 m nage libre Nicolas Rostoucher 400 m nage libre Nicolas Rostoucher 1 500 m nage libre Alena Popchanka 100 m papillon Relais 4 × 100 m nage libre homme (Alain Bernard, Grégory Mallet, Fabien Gilot, Amaury Leveaux) Relais 4 × 100 m nage libre femme (Alena Popchanka, Aurore Mongel, Céline Couderc, Malia Metella) Relais 4 × 200 m nage libre femme (Alena Popchanka, Sophie Huber, Aurore Mongel, Laure Manaudou) Relais 4 × 100 m quatre nages femme (Laure Manaudou, Anne-Sophie Le Paranthoën, Alena Popchanka, Céline Couderc) Stéphane Gomez Eau libre 25 km | 18    |
| 2008  | Alain Bernard 50 m nage libre Alain Bernard 100 m nage libre Laure Manaudou 200 m dos Aurore Mongel 200 m papillon Relais 4 × 200 m nage libre femme (Laure Manaudou, Coralie Balmy, Mylène Lazare, Alena Popchanka) | Amaury Leveaux 200 nage libre Coralie Balmy 400 m nage libre Laure Manaudou 100 m dos Hugues Duboscq 100 m brasse | Hugues Duboscq 200 m brasse Aurore Mongel 100 m papillon Camille Muffat 200 m quatre nages Christophe Lebon 200 m papillon | 13    |
| 2010  | Frédérick Bousquet 50 m nage libre Alain Bernard 100 m nage libre Yannick Agnel 400 m nage libre Sébastien Rouault 800 m nage libre Sébastien Rouault 1 500 m nage libre Camille Lacourt 50 m dos Camille Lacourt 100 m dos Relais 4 × 100 m quatre nages homme (Camille Lacourt, Hugues Duboscq, Frédérick Bousquet, Fabien Gilot)      | Hugues Duboscq 100 brasse Frédérick Bousquet 50 m papillon Jérémy Stravius 100 m dos Ophélie-Cyrielle Étienne 400 m nage libre Ophélie-Cyrielle Étienne 800 m nage libre Relais 4 × 100 m nage libre homme (Fabien Gilot, Yannick Agnel, William Meynard, Alain Bernard) Relais 4 × 200 m nage libre femme (Coralie Balmy, Ophélie-Cyrielle Étienne, Margaux Farrell, Camille Muffat) Bertrand Venturi Eau libre 25 km                                                       | Fabien Gilot 50 m nage libre William Meynard 100 m nage libre Benjamin Stasiulis 200 m dos Hugues Duboscq 200 m brasse Mélanie Henique 50 m papillon Relais 4 × 200 m nage libre homme (Yannick Agnel, Clément Lefert, Antton Haramboure, Jérémy Stravius) Joanes Hedel Eau libre 25 km | 23    |
| 2012  | Frédérick Bousquet 50 m nage libre Alexianne Castel 200 m dos Coralie Balmy 400 m nage libre Relais 4 × 100 m nage libre homme (Amaury Leveaux, Alain Bernard, Frédérick Bousquet, Jérémy Stravius) Matthieu Rosset Plongeon tremplin 3 m Plongeon équipe mixte (Audrey Labeau, Matthieu Rosset)                                         | Frédérick Bousquet 50 m papillon Alain Bernard 100 m nage libre Amaury Leveaux 200 m nage libre Coralie Balmy 800 m nage libre | Ophélie-Cyrielle Étienne 200 m nage libre Ophélie-Cyrielle Étienne 400 m nage libre Dorian Gandin 50 m dos Matthieu Rosset Plongeon tremplin 1 m | 14    |
| 2014  | Florent Manaudou 100 m nage libre Florent Manaudou 50 m nage libre Florent Manaudou 50 m papillon Relais 4 × 100 m nage libre homme (Mehdy Metella, Fabien Gilot, Florent Manaudou, Jérémy Stravius) Axel Reymond Eau libre 25 km | Fabien Gilot 100 m nage libre Jérémy Stravius 100 m dos Jérémy Stravius 50 m dos Relais 4 × 100 m quatre nages homme (Jérémy Stravius, Giacomo Perez-Dortona, Mehdy Metella, Fabien Gilot) | Yannick Agnel 200 m nage libre Relais 4 × 100 m nage libre mixte (Clément Mignon, Grégory Mallet, Anna Santamans, Coralie Balmy) Matthieu Rosset Tremplin 1 m | 12    |
| 2016  | Florent Manaudou 50 m nage libre Camille Lacourt 100 m dos Camille Lacourt 50 m dos Relais 4 × 100 m nage libre homme (William Meynard, Fabien Gilot, Florent Manaudou, Clément Mignon) Axel Reymond Eau libre 25 km | Relais 4 × 100 m quatre nages homme (Benjamin Stasiulis, Giacomo Perez-Dortona, Mehdy Metella, Florent Manaudou) Aurélie Muller Eau libre 10 km | Clément Mignon 100 m nage libre Mehdy Metella 100 m papillon Charlotte Bonnet 200 m nage libre Relais 4 × 100 m nage libre mixte (Clément Mignon, Jérémy Stravius, Charlotte Bonnet, Anna Santamans) Marc-Antoine Olivier Eau libre 10 km | 12    |
| 2018  | Charlotte Bonnet 200 m nage libre Fantine Lesaffre 400 m quatre nages Relais 4 × 100 m nage libre femme (Marie Wattel, Charlotte Bonnet, Margaux Fabre, Béryl Gastaldello) Relais 4 × 100 m nage libre mixte (Jérémy Stravius, Medhy Metella, Marie Wattel, Charlotte Bonnet)                                                            | Mehdy Metella 100 m papillon Axel Reymond Eau libre 5 km | Mehdy Metella 100 m nage libre Charlotte Bonnet 100 m nage libre Benjamin Auffret Plongeon 10 m Lara Grangeon Eau libre 25 km Logan Fontaine Eau libre 5 km Eau libre relais 5 km mixte (Lara Grangeon, David Aubry, Lisa Pou, Marc-Antoine Olivier) | 12    |
| 2020  | Marie Wattel 100 m papillon Axel Reymond Eau libre 25 km | Lara Grangeon Eau libre 25 km Marc-Antoine Olivier Eau libre 5 km Marc-Antoine Olivier Eau libre 10 km Mélanie Henique 50 m papillon Marie Wattel 100 m nage libre | Yohann Ndoye Brouard 100 m nage libre Relais 4 × 100 m nage libre féminin (Marie Wattel, Anouchka Martin, Charlotte Bonnet, Assia Touati) Océane Cassignol Eau libre 5 km | 10    |
| 2022  | Yohann Ndoye-Brouard 200 m dos Analia Pigrée 50 m dos Relais 4 × 100 m nage libre mixte Maxime Grousset, Charles Rihoux, Charlotte Bonnet, Marie Wattel | Maxime Grousset 50 m papillon Charlotte Bonnet 100 m nage libre Marie Wattel 50 m papillon Marie Wattel 100 m papillon Relais 4 × 100 m quatre nages Yohann Ndoye-Brouard, Antoine Viquerat, Clément Secchi, Maxime Grousset Relais 4 × 100 m quatre nages Pauline Mahieu, Charlotte Bonnet, Marie Wattel, Béryl Gastaldello Relais 4 × 200 m nage libre mixte Hadrien Salvan, Wissam-Amazigh Yebba, Charlotte Bonnet, Lucile Tessariol Marc-Antoine Olivier Eau libre,10 km | Damien Joly 1 500 m nage libre Yohann Ndoye-Brouard 100 m dos Relais 4 × 200 m nage libre Hadrien Salvan, Wissam-Amazigh Yebba, Enzo Tesic, Roman Fuchs Natation artistique par équipes épreuve libre Camille Bravard, Ambre Esnault, Laura Gonzalez,Mayssa Guermoud, Maureen Jenkins, Eve Planeix, Charlotte Tremble, Mathilde Vignères Natation artistique par équipes épreuve technique Oriane Jaillardon, Ambre Esnault, Laura Gonzalez, Mayssa Guermoud, Maureen Jenkins, Eve Planeix, Charlotte Tremble, Mathilde Vignères, Oriane Jaillardon Natation artistique par équipes Highlight Camille Bravard, Ambre Esnault, Laura Gonzalez,Mayssa Guermoud, Maureen Jenkins, Eve Planeix, Charlotte Tremble, Mathilde Vignères, Romane Lunel, Manon Disbeaux Natation artistique solo libre masculin Quentin Rakotomalala Marc-Antoine Olivier Eau libre 5 km Logan Fontaine Eau libre 10 km Eau libre, équipe mixte 5 km Madelon Catteau, Aurélie Muller, Axel Reymond, Logan Fontaine | 21    |

## Bilan global

### Toutes les épreuves (natation sportive50m, nage en eau libre, plongeon, natation synchronisée, water-polo)
| Année | Médaille d'or | Médaille d'argent | Médaille de bronze | Total |
| ----- | ------------- | ----------------- | ------------------ | ----- |
| 1926  | 0             | 0                 | 0                  | 0     |
| 1927  | 0             | 2                 | 0                  | 2     |
| 1931  | 1             | 2                 | 2                  | 5     |
| 1934  | 2             | 0                 | 0                  | 2     |
| 1938  | 0             | 1                 | 0                  | 1     |
| 1947  | 6             | 1                 | 1                  | 8     |
| 1950  | 4             | 6                 | 2                  | 12    |
| 1954  | 1             | 1                 | 1                  | 3     |
| 1958  | 1             | 0                 | 0                  | 1     |
| 1962  | 2             | 1                 | 0                  | 3     |
| 1966  | 2             | 0                 | 1                  | 3     |
| 1970  | 1             | 2                 | 0                  | 3     |
| 1974  | 0             | 0                 | 1                  | 1     |
| 1977  | 0             | 0                 | 0                  | 0     |
| 1981  | 0             | 0                 | 1                  | 1     |
| 1983  | 0             | 1                 | 0                  | 1     |
| 1985  | 2             | 2                 | 0                  | 4     |
| 1987  | 3             | 1                 | 2                  | 6     |
| 1989  | 4             | 4                 | 1                  | 9     |
| 1991  | 3             | 5                 | 3                  | 11    |
| 1993  | 1             | 5                 | 2                  | 8     |
| 1995  | 0             | 4                 | 2                  | 6     |
| 1997  | 1             | 7                 | 4                  | 12    |
| 1999  | 3             | 3                 | 6                  | 12    |
| 2000  | 2             | 1                 | 6                  | 9     |
| 2002  | 2             | 3                 | 4                  | 9     |
| 2004  | 6             | 7                 | 4                  | 17    |
| 2006  | 6             | 3                 | 9                  | 18    |
| 2008  | 5             | 4                 | 4                  | 13    |
| 2010  | 8             | 8                 | 7                  | 23    |
| 2012  | 6             | 4                 | 4                  | 14    |
| 2014  | 5             | 4                 | 3                  | 12    |
| 2016  | 5             | 2                 | 5                  | 12    |
| 2018  | 4             | 2                 | 6                  | 12    |
| 2020  | 2             | 5                 | 4                  | 11    |
| 2022  | 3             | 8                 | 10                 | 21    |
|       | 90            | 98                | 93                 | 281   |

### Natation (bassin de50muniquement)
| Année | Médaille d'or | Médaille d'argent | Médaille de bronze | Total |
| ----- | ------------- | ----------------- | ------------------ | ----- |
| 1926  | 0             | 0                 | 0                  | 0     |
| 1927  | 0             | 0                 | 0                  | 0     |
| 1931  | 1             | 1                 | 1                  | 3     |
| 1934  | 2             | 0                 | 0                  | 2     |
| 1938  | 0             | 1                 | 0                  | 1     |
| 1947  | 3             | 1                 | 0                  | 4     |
| 1950  | 2             | 4                 | 2                  | 8     |
| 1954  | 1             | 1                 | 0                  | 2     |
| 1958  | 1             | 0                 | 0                  | 1     |
| 1962  | 2             | 1                 | 0                  | 3     |
| 1966  | 2             | 0                 | 1                  | 3     |
| 1970  | 1             | 2                 | 0                  | 3     |
| 1974  | 0             | 0                 | 1                  | 1     |
| 1977  | 0             | 0                 | 0                  | 0     |
| 1981  | 0             | 0                 | 1                  | 1     |
| 1983  | 0             | 0                 | 0                  | 0     |
| 1985  | 1             | 0                 | 0                  | 1     |
| 1987  | 0             | 1                 | 1                  | 2     |
| 1989  | 2             | 3                 | 0                  | 5     |
| 1991  | 3             | 3                 | 2                  | 8     |
| 1993  | 1             | 2                 | 2                  | 5     |
| 1995  | 0             | 1                 | 1                  | 2     |
| 1997  | 1             | 2                 | 3                  | 6     |
| 1999  | 3             | 0                 | 4                  | 7     |
| 2000  | 0             | 0                 | 5                  | 5     |
| 2002  | 1             | 2                 | 3                  | 6     |
| 2004  | 5             | 7                 | 3                  | 15    |
| 2006  | 5             | 2                 | 8                  | 15    |
| 2008  | 5             | 4                 | 4                  | 13    |
| 2010  | 8             | 7                 | 6                  | 21    |
| 2012  | 4             | 4                 | 3                  | 11    |
| 2014  | 4             | 4                 | 2                  | 10    |
| 2016  | 4             | 1                 | 4                  | 9     |
| 2018  | 4             | 1                 | 2                  | 7     |
| 2022  | 3             | 7                 | 3                  | 13    |
|       | 70            | 64                | 64                 | 198   |

## Sources
- (en) Bilan complet et officiel des championnats d’Europe de natation sur le site de la LEN.